# Vox Sanguinis
Vox Sanguinis , anteriormente conocido como Bulletin of the Central Laboratory of the Blood Transfusion Service of the Dutch Red Cross  (Boletín del Laboratorio Central del Servicio de Transfusión de Sangre de la Cruz Roja Holandesa) , es una revista médica revisada por pares que cubre la hematología. Fue establecido en 1953 y publicado 8 veces al año por Wiley-Blackwell en nombre de la Sociedad Internacional de Transfusión de Sangre. El redactor jefe es Miquel Lozano ( Clínica Barcelona Sección de Hemoterapia). Según Journal Citation Reports , la revista tiene un factor de impacto de 2,347 en 2019, lo que la ubicaba en el puesto 46 entre 76 revistas en la categoría "Hematología". 

## Métricas de revista
2022
- Web of Science Group : 2.144
- Índice h de Google Scholar: 86
- Scopus: 2.749